# Torneo Apertura 2018 (El Salvador)
El Torneo Apertura 2019 fue la octogésima octava edición del campeonato de liga de la Primera División del fútbol salvadoreño (en general); se trató del 41.° torneo corto, luego del cambio en el formato de competencia, con el que se inició la temporada 2018-19.
El campeón defensor de este torneo es Alianza, que superó al Santa Tecla en la final del Torneo Clausura 2018 por marcador de 1 - 0.
Este resultado (junto a los resultados de la tabla acumulada de la temporada 2017-18) hará que durante este campeonato los equipos de Santa Tecla y FAS participen en la edición 2018 de la Liga Concacaf.
El torneo inició de forma oficial el domingo 29 de julio de 2018 en el Estadio Cuscatlán con el juego entre el campeón defensor Alianza y FAS, este juego finalizó con un empate a cero entre ambas escuadras, mientras que la final, por quinta vez consecutivo, entre Alianza y Santa Tecla, se realizó el 16 de diciembre de 2018 en el mismo escenario deportivo, donde se impuso el cuadro tecleño por marcador de 2 - 1 y obtuvo el cuarto título en su palmarés

## Formato de competencia
El torneo se divide en dos partes:
- Fase de clasificación: Formado por los 132 partidos en las 22 jornadas disputadas.
- Fase final: Formado por los cuartos de final, semifinales y final. (Formado por 9 partidos)

### Fase de clasificación
En la fase de clasificación se observó el sistema de puntos. La ubicación en la tabla general está sujeta a lo siguiente:
- Por juego ganado se obtendrán tres puntos.
- Por juego empatado se obtendrá un punto.
- Por juego perdido no se otorgan puntos.

En esta fase participan los 18 clubes de la Liga Pepsi jugando en cada torneo todos contra todos durante las 22 jornadas respectivas, a un solo partido.
El orden de los clubes al final de la fase de calificación del torneo corresponderá a la suma de los puntos obtenidos por cada uno de ellos y se presentará en forma descendente. Si al finalizar las 22 jornadas del torneo, dos o más clubes estuviesen empatados en puntos, su posición en la tabla general será determinada atendiendo a los siguientes criterios de desempate:
1. Mejor diferencia entre los goles anotados y recibidos y goles.
2. Mayor número de goles anotados.
3. Marcadores particulares entre los clubes empatados.
4. Mayor número de goles anotados como visitante.
5. Mejor ubicado en la tabla general de cociente
6. Tabla Fair Play
7. Sorteo.

Para determinar los lugares que ocuparán los clubes que participen en la fase final del torneo se tomará como base la tabla general de clasificación.
Participan automáticamente por el título de Campeón de la Liga Pepsi, los 8 primeros clubes de la tabla general de clasificación al término de las 22 jornadas.

### Fase final
Los ocho clubes calificados para esta fase del torneo serán reubicados de acuerdo con el lugar que ocupen en la tabla General al término de la jornada 17, con el puesto del número uno al club mejor clasificado, y así hasta el número 8. Los partidos a esta fase se desarrollarán a visita, en las siguientes etapas:
- Cuartos de final
- Semifinales
- Final

Los clubes vencedores en los partidos de cuartos de final y semifinal serán aquellos que en los dos juegos anoten el mayor número de goles. De existir empate en el número de goles anotados, la posición se definirá a favor del club con mayor cantidad de goles a favor cuando actúe como visitante.
Si una vez aplicado el criterio anterior los clubes siguieran empatados, se observará la posición de los clubes en la tabla general de clasificación.
Los partidos correspondientes a la fase final se jugarán obligatoriamente los días miércoles y sábado, y jueves y domingo eligiendo, en su caso, exclusivamente en forma descendente, los cuatro clubes mejor clasificados en la tabla general al término de la jornada 17, el día y horario de su partido como local. Los siguientes cuatro clubes podrán elegir únicamente el horario.
El club vencedor de la final y por lo tanto Campeón, será aquel que en los dos partidos anote el mayor número de goles. Si al término del tiempo reglamentario el partido está empatado, se agregarán dos tiempos extras de 15 minutos cada uno. De persistir el empate en estos periodos, se procederá a lanzar tiros penales hasta que resulte un vencedor.
Los partidos de cuartos de final se jugarán de la siguiente manera:
1.° vs 8.°
2.° vs 7.°
3.° vs 6.°
4.° vs 5.°
En las semifinales participarán los cuatro clubes vencedores de cuartos de final, reubicándolos del uno al cuatro, de acuerdo a su mejor posición en la tabla General de clasificación al término de la jornada 17 del torneo correspondiente, enfrentándose:
1.° vs 4.°
2.° vs 3.°
Disputarán el título de Campeón del Torneo de Clausura 2019, los dos clubes vencedores de la fase semifinal correspondiente, reubicándolos del uno al dos, de acuerdo a su mejor posición en la tabla general de clasificación al término de la jornada 17 de cada Torneo.

## Equipos participantes
| Nombre del club                     | Ciudad             | Entrenador               | Estadio                       | Capacidad | Marca         | Patrocinador                           |
| ----------------------------------- | ------------------ | ------------------------ | ----------------------------- | --------- | ------------- | -------------------------------------- |
| Club Deportivo Águila               | San Miguel         | Carlos Romero            | Juan Francisco Barraza        | 15 550    | Maca          | Ver lista Mister Donut Pollo Campestre |
| Alianza Fútbol Club                 | San Salvador       | Shafick Chávez           | Cuscatlán                     | 53 400    | Umbro         | Ver lista Mister Donut Tigo            |
| Club Deportivo Audaz                | Apastepeque        | Germán Pérez             | Jiboa                         | 8 000     | Rush Atletics | Ver lista Claro                        |
| Asociación Deportiva Chalatenango   | Chalatenango       | Ángel Piazzi             | José Gregorio Martínez        | 15 000    | Desconocido   | Ver lista Premium Center Lemus         |
| Club Deportivo FAS                  | Santa Ana          | Erick Dowson Prado       | Cuscatlán                     | 53 400    | Milán         | Ver lista Pilsener Tigo                |
| Asociación Deportiva Isidro Metapán | Metapán            | Alberto Agustín Castillo | Jorge Calero Suárez           | 10 000    | Milán         | Ver lista Arroz San Pedro              |
| Jocoro Fútbol Club                  | Jocoro             | Nelson Ancheta           | Polideportivo Tierra de Fuego | 3 000     | Galaxia       | Ver lista Caja de Crédito Jocoro       |
| Club Deportivo Luis Ángel Firpo     | Usulután           | Jorge Calles             | Cuscatlán                     | 53 400    | Desconocido   | Ver lista Pilsener KTOR Sports         |
| Club Deportivo Municipal Limeño     | Santa Rosa de Lima | Víctor Coreas            | Ramón Flores Berríos          | 5 000     | Desconocido   | Ver lista Universidad Dr. Andrés Bello |
| Pasaquina Fútbol Club               | Pasaquina          | Eraldo Correia           | Marcelino Imbers              | 4 000     | Desconocido   | Ver lista Innova Sports                |
| Santa Tecla Fútbol Club             | Santa Tecla        | Cristian Díaz            | Nacional Las Delicias         | 10 000    | Kelme         | Ver lista Claro                        |
| Sonsonate Fútbol Club               | Sonsonate          | Mario Guevara            | Ana Mercedes Campos           | 10 000    | Milán         | Ver lista Leche Salud                  |

### Cambios de entrenador
| Equipo    | Entrenadores          | Fecha de sustitución     |
| --------- | --------------------- | ------------------------ |
| Sonsonate | Juan Ramón Paredes    | 5 de agosto de 2018      |
| Sonsonate | Mario Elías Guevara   |                          |
| FAS       | Álvaro de Jesús Gómez | 28 de septiembre de 2018 |
| FAS       | Erick Dowson Prado    |                          |

## Clasificación

### Clasificación Apertura 2018
| Pos. | Equipos            | PJ | PG | PE | PP | GF | GC | Dif. | Pts. |
| ---- | ------------------ | -- | -- | -- | -- | -- | -- | ---- | ---- |
| 1.°  | 'Alianza'          | 22 | 14 | 7  | 1  | 44 | 16 | 28   | 49   |
| 2.°  | 'Santa Tecla'      | 22 | 12 | 7  | 3  | 33 | 18 | 15   | 43   |
| 3.°  | 'Águila'           | 22 | 11 | 4  | 7  | 39 | 24 | 15   | 37   |
| 4.°  | 'FAS'              | 22 | 9  | 6  | 7  | 23 | 17 | 6    | 33   |
| 5.°  | 'Isidro Metapán'   | 22 | 8  | 7  | 7  | 26 | 25 | 1    | 31   |
| 6.°  | 'Audaz'            | 22 | 8  | 7  | 7  | 23 | 26 | -3   | 27   |
| 7.°  | 'Municipal Limeño' | 22 | 5  | 11 | 6  | 28 | 32 | -4   | 26   |
| 8.°  | 'Chalatenango'     | 22 | 7  | 5  | 10 | 24 | 30 | -6   | 26   |
| 9.°  | Pasaquina          | 22 | 6  | 7  | 9  | 26 | 31 | -5   | 25   |
| 10.° | Jocoro             | 22 | 4  | 11 | 7  | 25 | 28 | -3   | 23   |
| 11.° | Sonsonate          | 22 | 3  | 9  | 10 | 16 | 31 | -15  | 18   |
| 12.° | Luis Ángel Firpo   | 22 | 3  | 3  | 16 | 17 | 46 | -29  | 12   |

|  | Clasificados a los cuartos de final. |
|  | Último lugar.                        |

## Fase regular
La calendarización de los encuentros fue establecida en el sorteo celebrado por el Directorio de la Primera División el 4 de julio de 2018, la definición de la fecha y el horario de cada encuentro se realiza semana a semana en la reunión de los presidentes de los equipos de la liga, y se anuncia entre lunes y martes.
Todos los horarios aquí descritos corresponden al huso horario CST, utilizado en El Salvador durante todo el año; los juegos son transmitidos en televisión abierta por Canal 4 de Telecorporación Salvadoreña y por el canal de televisión por pago Tigo Sports además de las aplicaciones para dispositivos móviles de ambos canales, radios a nivel nacional y local también transmiten las narraciones en vivo de los partidos de fútbol, siendo las principales Radio YSKL y Radio Monumental.

### Primera vuelta
| Jornada 1             | Jornada 1 | Jornada 1             | Jornada 1              | Jornada 1   | Jornada 1 | Jornada 1          | Jornada 1      |
| Local                 | Resultado | Visitante             | Estadio                | Fecha       | Hora      | Árbitro            | Directo TV     |
| --------------------- | --------- | --------------------- | ---------------------- | ----------- | --------- | ------------------ | -------------- |
| C.D. Águila           | 4 : 0     | Sonsonate F.C.        | Juan Francisco Barraza | 28 de julio | 15:30     | Ismael Cornejo     | Canal 4        |
| Santa Tecla F.C.      | 3 : 0     | C.D. Audaz            | Las Delicias           | 28 de julio | 17:00     | Jaime Carpio       | No Transmitido |
| C.D. Luis Ángel Firpo | 2 : 3     | Jocoro F.C.           | Cuscatlán              | 28 de julio | 18:00     | Germán Martínez    | Tigo Sports    |
| A.D. Isidro Metapán   | 0 : 1     | C.D. Municipal Limeño | Jorge "Calero" Suárez  | 28 de julio | 19:00     | Héctor Salazar     | No Transmitido |
| Pasaquina F.C.        | 1 : 1     | A.D. Chalatenango     | Marcelino Imbers       | 29 de julio | 15:00     | Filiberto Martínez | No transmitido |
| Alianza F.C.          | 0 : 0     | C.D. FAS              | Cuscatlán              | 29 de julio | 15:15     | Joel Aguilar       | Canal 4        |
| Total de goles:       | 15 goles  | 15 goles              | 15 goles               | 15 goles    | 15 goles  | 15 goles           | 15 goles       |

| Jornada 2             | Jornada 2 | Jornada 2             | Jornada 2                | Jornada 2   | Jornada 2 | Jornada 2       | Jornada 2      |
| Local                 | Resultado | Visitante             | Estadio                  | Fecha       | Hora      | Árbitro         | Directo TV     |
| --------------------- | --------- | --------------------- | ------------------------ | ----------- | --------- | --------------- | -------------- |
| Jocoro F.C.           | 1 : 1     | C.D. Audaz            | Complejo Tierra de Fuego | 4 de agosto | 15:00     | Joel Aguilar    | No Transmitido |
| A.D. Chalatenango     | 1 : 0     | C.D. Luis Ángel Firpo | José Gregorio Martínez   | 4 de agosto | 18:30     | Elmer Martínez  | No Transmitido |
| Sonsonate F.C.        | 1 : 2     | Pasaquina F.C.        | Ana Mercedes Campos      | 4 de agosto | 18:30     | Edgar Ramírez   | Tigo Sports    |
| C.D. FAS              | 0 : 1     | C.D. Águila           | Cuscatlán                | 4 de agosto | 19:00     | Iván Barton     | Canal 4        |
| C.D. Municipal Limeño | 3 : 3     | Alianza F.C.          | Cuscatlán                | 5 de agosto | 15:15     | Jaime Herrera   | Canal 4        |
| Santa Tecla F.C.      | 1 : 1     | A.D. Isidro Metapán   | Las Delicias             | 5 de agosto | 17:00     | Giovanni Corona | Tigo Sports    |
| Total de goles:       | 15 goles  | 15 goles              | 15 goles                 | 15 goles    | 15 goles  | 15 goles        | 15 goles       |

| Jornada 3             | Jornada 3 | Jornada 3            | Jornada 3              | Jornada 3    | Jornada 3 | Jornada 3      | Jornada 3      |
| Local                 | Resultado | Visitante            | Estadio                | Fecha        | Hora      | Árbitro        | Directo TV     |
| --------------------- | --------- | -------------------- | ---------------------- | ------------ | --------- | -------------- | -------------- |
| C.D. Águila           | 1 : 1     | C.D Municipal Limeño | Juan Francisco Barraza | 11 de agosto | 15:30     | Joel Aguilar   | Tigo Sports    |
| A.D. Chalatenango     | 1 : 2     | Sonsonate F.C.       | José Gregorio Martínez | 11 de agosto | 18:30     | Iván Barton    | No transmitido |
| A.D. Isidro Metapán   | 0 : 0     | Jocoro F.C.          | Jorge "Calero" Suárez  | 11 de agosto | 19:00     | Jaime Carpio   | No transmitido |
| C.D. Luis Ángel Firpo | 0 : 2     | C.D. Audaz           | Cuscatlán              | 11 de agosto | 19:00     | Edwin Corleto  | Canal 4        |
| Pasaquina F.C.        | 1 : 1     | C.D. FAS             | Marcelino Imbers       | 12 de agosto | 15:00     | Rubén Medrano  | No transmitido |
| Alianza F.C           | 1 : 1     | Santa Tecla F.C.     | Cuscatlán              | 12 de agosto | 15:15     | Ismael Cornejo | Canal 4        |
| Total De Goles        | 11 goles  | 11 goles             | 11 goles               | 11 goles     | 11 goles  | 11 goles       | 11 goles       |

| Jornada 4             | Jornada 4 | Jornada 4             | Jornada 4                | Jornada 4    | Jornada 4 | Jornada 4       | Jornada 4      |
| Local                 | Resultado | Visitante             | Estadio                  | Fecha        | Hora      | Árbitro         | Directo TV     |
| --------------------- | --------- | --------------------- | ------------------------ | ------------ | --------- | --------------- | -------------- |
| C.D. Municipal Limeño | 1 : 1     | Pasaquina F.C.        | Ramón Flores Berríos     | 15 de agosto | 15:30     | Germán Martínez | No transmitido |
| C.D. Audaz            | 0 : 0     | A.D. Isidro Metapán   | Las Delicias             | 15 de agosto | 16:00     | Elmer Martínez  | No transmitido |
| Jocoro F.C.           | 1 : 1     | Alianza F.C.          | Complejo Tierra de Fuego | 15 de agosto | 18:00     | Héctor Salazar  | No transmitido |
| Sonsonate F.C.        | 0 : 1     | C.D. Luis Ángel Firpo | Ana Mercedes Campos      | 15 de agosto | 19:00     | Roberto Romero  | No transmitido |
| Santa Tecla F.C.      | 2 : 1     | C.D. Águila           | Las Delicias             | 15 de agosto | 19:15     | Jaime Herrera   | No transmitido |
| C.D. FAS              | 4 : 1     | A.D. Chalatenango     | Cuscatlán                | 15 de agosto | 19:15     | Edgar Martínez  | Tigo Sports    |
| Total De Goles:       | 13 Goles  | 13 Goles              | 13 Goles                 | 13 Goles     | 13 Goles  | 13 Goles        | 13 Goles       |

| Jornada 5             | Jornada 5 | Jornada 5             | Jornada 5              | Jornada 5    | Jornada 5 | Jornada 5          | Jornada 5      |
| Local                 | Resultado | Visitante             | Estadio                | Fecha        | Hora      | Árbitro            | Directo TV     |
| --------------------- | --------- | --------------------- | ---------------------- | ------------ | --------- | ------------------ | -------------- |
| C.D. Luis Ángel Firpo | 3 : 4     | A.D. Isidro Metapán   | Cuscatlán              | 18 de agosto | 15:15     | Iván Barton        | No transmitido |
| C.D. Águila           | 1 : 2     | Jocoro F.C.           | Juan Francisco Barraza | 18 de agosto | 15:30     | Ismael Cornejo     | Tigo Sports    |
| A.D. Chalatenango     | 1 : 0     | C.D. Municipal Limeño | José Gregorio Martínez | 18 de agosto | 18:30     | Herberth Reyes     | No transmitido |
| Sonsonate F.C.        | 0 : 0     | C.D. FAS              | Ana Mercedes Campos    | 18 de agosto | 18:30     | Filiberto Martínez | Canal 4        |
| Pasaquina F.C.        | 0 : 1     | 'Santa Tecla F.C.'    | Marcelino Imbers       | 19 de agosto | 15:00     | Edwin Corleto      | No transmitido |
| 'Alianza F.C.'        | 2 : 1     | C.D. Audaz            | Cuscatlán              | 19 de agosto | 15:15     | Giovanni Corona    | Canal 4        |
| Total de goles:       | 15 goles  | 15 goles              | 15 goles               | 15 goles     | 15 goles  | 15 goles           | 15 goles       |

| Jornada 6             | Jornada 6 | Jornada 6             | Jornada 6                | Jornada 6    | Jornada 6 | Jornada 6      | Jornada 6      |
| Local                 | Resultado | Visitante             | Estadio                  | Fecha        | Hora      | Árbitro        | Directo TV     |
| --------------------- | --------- | --------------------- | ------------------------ | ------------ | --------- | -------------- | -------------- |
| Jocoro F.C.           | 0 : 2     | 'Pasaquina F.C.'      | Complejo Tierra de Fuego | 25 de agosto | 15:30     | Jaime Carpio   | No transmitido |
| 'C.D. FAS'            | 4 : 0     | C.D. Luis Ángel Firpo | Cuscatlán                | 25 de agosto | 19:00     | Jaime Herrera  | Tigo Sports    |
| A.D. Isidro Metapán   | 1 : 1     | Alianza F.C.          | Jorge "Calero" Suárez    | 25 de agosto | 19:00     | Rubén Medrano  | Canal 4        |
| C.D. Audaz            | 0 : 4     | 'C.D. Águila'         | Juan Francisco Barraza   | 26 de agosto | 15:00     | Héctor Salazar | Canal 4        |
| C.D. Municipal Limeño | 1 : 1     | Sonsonate F.C.        | Ramón Flores Berríos     | 26 de agosto | 15:00     | Joel Aguilar   | No transmitido |
| Santa Tecla F.C.      | 1 : 0     | A.D. Chalatenango     | Las Delicias             | 26 de agosto | 16:00     | José Ruiz      | Tigo Sports    |
| Total de goles:       | 15 goles  | 15 goles              | 15 goles                 | 15 goles     | 15 goles  | 15 goles       | 15 goles       |

| Jornada 8             | Jornada 8 | Jornada 8               | Jornada 8                | Jornada 8        | Jornada 8 | Jornada 8          | Jornada 8      |
| Local                 | Resultado | Visitante               | Estadio                  | Fecha            | Hora      | Árbitro            | Directo TV     |
| --------------------- | --------- | ----------------------- | ------------------------ | ---------------- | --------- | ------------------ | -------------- |
| Jocoro F.C.           | 0 : 1     | Sonsonate F.C.          | Complejo Tierra de Fuego | 29 de agosto     | 17:30     | Héctor Salazar     | No transmitido |
| 'C.D. Audaz'          | 4 : 0     | A.D. Chalatenango       | Complejo de Tecoluca     | 30 de agosto     | 15:15     | Erick Bran         | No transmitido |
| C.D. Municipal Limeño | 1 : 2     | 'C.D. Luis Ángel Firpo' | Ramón Flores Berríos     | 30 de agosto     | 15:30     | Roberto Romero     | No transmitido |
| A.D. Isidro Metapán   | 3 : 1     | Pasaquina F.C.          | Jorge "Calero" Suárez    | 30 de agosto     | 19:00     | Filiberto Martínez | Tigo Sports    |
| Santa Tecla F.C.      | 1 : 0     | C.D. FAS                | Las Delicias             | 19 de septiembre | 19:00     | Joel Aguilar       | Tigo Sports    |
| Alianza F.C.          | 3 : 1     | C.D. Águila             | Cuscatlán                | 19 de septiembre | 19:30     | Ismael Cornejo     | Canal 4        |
| Total De Goles:       | 17 Goles  | 17 Goles                | 17 Goles                 | 17 Goles         | 17 Goles  | 17 Goles           | 17 Goles       |

| Jornada 7             | Jornada 7 | Jornada 7             | Jornada 7              | Jornada 7       | Jornada 7 | Jornada 7       | Jornada 7      |
| Local                 | Resultado | Visitante             | Estadio                | Fecha           | Hora      | Árbitro         | Directo TV     |
| --------------------- | --------- | --------------------- | ---------------------- | --------------- | --------- | --------------- | -------------- |
| C.D. Luis Ángel Firpo | 0 : 5     | Alianza F.C.          | Cuscatlán              | 1 de septiembre | 19:00     | Joel Aguilar    | Canal 4        |
| Sonsonate F.C.        | 0 : 0     | Santa Tecla F.C.      | Ana Mercedes Campos    | 2 de septiembre | 11:00     | Germán Martínez | Tigo Sports    |
| C.D. FAS              | 2 : 3     | C.D. Municipal Limeño | Cuscatlán              | 2 de septiembre | 15:00     | Ismael Cornejo  | Canal 4        |
| Pasaquina F.C.        | 4 : 1     | C.D. Audaz            | Marcelino Imbers       | 2 de septiembre | 15:00     | Edgar Ramírez   | No transmitido |
| A.D. Chalatenango     | 2 : 2     | Jocoro F.C.           | José Gregorio Martínez | 2 de septiembre | 15:15     | Iván Barton     | No transmitido |
| 'C.D. Águila'         | 4 : 0     | A.D. Isidro Metapán   | Juan Francisco Barraza | 2 de septiembre | 15:30     | Giovanni Corona | Tigo Sports    |
| Total de goles:       | 23 goles  | 23 goles              | 23 goles               | 23 goles        | 23 goles  | 23 goles        | 23 goles       |

| Jornada 9             | Jornada 9 | Jornada 9           | Jornada 9              | Jornada 9        | Jornada 9 | Jornada 9       | Jornada 9      |
| Local                 | Resultado | Visitante           | Estadio                | Fecha            | Hora      | Árbitro         | Directo TV     |
| --------------------- | --------- | ------------------- | ---------------------- | ---------------- | --------- | --------------- | -------------- |
| Pasaquina F.C.        | 0 : 2     | Alianza F.C.        | Marcelino Imbers       | 8 de septiembre  | 15:00     | Herbert Reyes   | No transmitido |
| A.D. Chalatenango     | 1 : 0     | A.D. Isidro Metapán | José Gregorio Martínez | 8 de septiembre  | 18:30     | Joel Aguilar    | Canal 4        |
| C.D. Luis Ángel Firpo | 1 : 3     | C.D. Águila         | Sergio Torres          | 8 de septiembre  | 19:00     | Germán Martínez | Tigo Sports    |
| Sonsonate F.C.        | 3 : 3     | C.D. Audaz          | Ana Mercedes Campos    | 9 de septiembre  | 11:00     | Jaime Carpio    | Tigo Sports    |
| C.D. Municipal Limeño | 2 : 3     | Santa Tecla F.C.    | Ramón Flores Berríos   | 9 de septiembre  | 15:00     | Elmer Martínez  | Canal 4        |
| C.D. FAS              | 2 : 1     | Jocoro F.C.         | Cuscatlán              | 26 de septiembre | 15:00     | Rodolfo Toruño  | Tigo Sports    |
| Total de goles:       | 21 goles  | 21 goles            | 21 goles               | 21 goles         | 21 goles  | 21 goles        | 21 goles       |

| Jornada 10            | Jornada 10 | Jornada 10            | Jornada 10               | Jornada 10       | Jornada 10 | Jornada 10      | Jornada 10     |
| Local                 | Resultado  | Visitante             | Estadio                  | Fecha            | Hora       | Árbitro         | Directo TV     |
| --------------------- | ---------- | --------------------- | ------------------------ | ---------------- | ---------- | --------------- | -------------- |
| Jocoro F.C.           | 3 : 4      | C.D. Municipal Limeño | Complejo Tierra de Fuego | 15 de septiembre | 15:30      | Jaime Herrera   | No Transmitido |
| C.D. Águila           | 3 : 1      | Pasaquina F.C.        | Juan Francisco Barraza   | 15 de septiembre | 15:30      | Joel Aguilar    | Canal 4        |
| A.D. Isidro Metapán   | 1 : 1      | Sonsonate F.C.        | Jorge "Calero" Suárez    | 15 de septiembre | 17:00      | Ismael Cornejo  | No Transmitido |
| C.D. Luis Ángel Firpo | 1 : 1      | Santa Tecla F.C.      | Sergio Torres            | 15 de septiembre | 17:00      | Iván Barton     | Tigo Sports    |
| C.D. Audaz            | 0 : 1      | C.D. FAS              | Complejo de Tecoluca     | 16 de septiembre | 15:00      | Giovanni Corona | No Transmitido |
| Alianza F.C.          | 3 : 0      | A.D. Chalatenango     | Cuscatlán                | 16 de septiembre | 15:15      | José Ruiz       | Canal 4        |
| Total de goles:       | 19 goles   | 19 goles              | 19 goles                 | 19 goles         | 19 goles   | 19 goles        | 19 goles       |

| Jornada 11            | Jornada 11 | Jornada 11            | Jornada 11             | Jornada 11       | Jornada 11 | Jornada 11      | Jornada 11     |
| Local                 | Resultado  | Visitante             | Estadio                | Fecha            | Hora       | Árbitro         | Directo TV     |
| --------------------- | ---------- | --------------------- | ---------------------- | ---------------- | ---------- | --------------- | -------------- |
| Pasaquina F.C.        | 1 : 0      | C.D. Luis Ángel Firpo | Marcelino Imbers       | 22 de septiembre | 15:00      | Jaime Carpio    | No Transmitido |
| A.D. Chalatenango     | 1 : 1      | C.D. Águila           | José Gregorio Martínez | 22 de septiembre | 18:30      | Elmer Martínez  | Canal 4        |
| Sonsonate F.C.        | 2 : 5      | Alianza F.C.          | Ana Mercedes Campos    | 23 de septiembre | 11:00      | Joel Aguilar    | Tigo Sports    |
| C.D. Municipal Limeño | 1 : 0      | C.D. Audaz            | Ramón Flores Berrios   | 23 de septiembre | 15:00      | Germán Martínez | No Transmitido |
| C.D. FAS              | 0 : 1      | A.D. Isidro Metapán   | Cuscatlán              | 23 de septiembre | 15:00      | Jaime Herrera   | Canal 4        |
| Santa Tecla F.C.      | 2 : 0      | Jocoro F.C.           | Las Delicias           | 23 de septiembre | 16:00      | Rubén Medrano   | Tigo Sports    |
| Total de goles:       | 14 goles   | 14 goles              | 14 goles               | 14 goles         | 14 goles   | 14 goles        | 14 goles       |

### Segunda vuelta
| Jornada 12            | Jornada 12 | Jornada 12            | Jornada 12               | Jornada 12       | Jornada 12 | Jornada 12        | Jornada 12     |
| Local                 | Resultado  | Visitante             | Estadio                  | Fecha            | Hora       | Árbitro           | Directo TV     |
| --------------------- | ---------- | --------------------- | ------------------------ | ---------------- | ---------- | ----------------- | -------------- |
| Jocoro F.C.           | 3 : 1      | C.D. Luis Ángel Firpo | Correcaminos             | 29 de septiembre | 15:00      | Filberto Martínez | No Transmitido |
| C.D. Municipal Limeño | 1 : 2      | A.D. Isidro Metapán   | Dr. Ramón Flores Berrios | 29 de septiembre | 15:30      | Héctor Salazar    | Tigo Sports    |
| A.D. Chalatenango     | 0 :1       | Pasaquina F.C.        | José Gregorio Martínez   | 29 de septiembre | 18:30      | Edgar Ramírez     | No Transmitido |
| Sonsonate F.C.        | 1 : 2      | C.D. Águila           | Ana Mercedes Campos      | 29 de septiembre | 18:30      | Jaime Herrera     | Canal 4        |
| C.D. FAS              | 0 : 4      | Alianza F.C.          | Cuscatlán                | 30 de septiembre | 15:00      | Iván Barton       | Canal 4        |
| C.D. Audaz            | 1 : 0      | Santa Tecla F.C.      | Complejo De Tecoluca     | 30 de septiembre | 15:00      | Joel Aguilar      | No transmitido |
| Total de goles:       | 16 goles   | 16 goles              | 16 goles                 | 16 goles         | 16 goles   | 16 goles          | 16 goles       |

| Jornada 13            | Jornada 13 | Jornada 13           | Jornada 13            | Jornada 13    | Jornada 13 | Jornada 13  | Jornada 13     |
| Local                 | Resultado  | Visitante            | Estadio               | Fecha         | Hora       | Árbitro     | Directo TV     |
| --------------------- | ---------- | -------------------- | --------------------- | ------------- | ---------- | ----------- | -------------- |
| A.D. Isidro Metapán   | 1 : 3      | Santa Tecla F.C.     | Jorge "Calero" Suárez | 6 de octubre  | 17:45      | José Ruiz   | Tigo Sports    |
| C.D. Audaz            | 0 : 0      | Jocoro F.C.          | Jiboa                 | 24 de octubre | 15:15      | Por Definir | No Transmitido |
| Pasaquina F.C.        | 0 : 0      | Sonsonate F.C.       | Marcelino Imbers      | 24 de octubre | 15:30      | Por Definir | No Transmitido |
| C.D. Águila           | 0 : 2      | Club Deportivo FAS   | Cuscatlán             | 24 de octubre | 19:30      | Por Definir | Canal 4        |
| Alianza F.C.          | 0 : 0      | C.D.Municipal Limeño | Cuscatlán             | 25 de octubre | 19:30      | Por Definir | Tigo Sports    |
| C.D. Luis Ángel Firpo | 0 : 2      | 'A.D. Chalatenango'  | Sergio Torres         | 31 de octubre | 19:00      | Por Definir | Tigo Sports    |
| Total De Goles:       | 8 Goles    | 8 Goles              | 8 Goles               | 8 Goles       | 8 Goles    | 8 Goles     | 8 Goles        |

| Jornada 14            | Jornada 14 | Jornada 14            | Jornada 14               | Jornada 14     | Jornada 14 | Jornada 14  | Jornada 14     |
| Local                 | Resultado  | Visitante             | Estadio                  | Fecha          | Hora       | Árbitro     | Directo TV     |
| --------------------- | ---------- | --------------------- | ------------------------ | -------------- | ---------- | ----------- | -------------- |
| Sonsonate F.C.        | 1 : 4      | 'A.D. Chalatenango'   | Ana Mercedes Campos      | 14 de octubre  | 11:00      | Por definir | Tigo Sports    |
| 'C.D. FAS'            | 1 : 0      | Pasaquina F.C.        | Estadio Cuscatlán        | 14 de octubre  | 15:00      | Por definir | Canal 4        |
| C.D. Municipal Limeño | 0 : 4      | 'C.D. Águila'         | Dr. Ramón Flores Berrios | 14 de octubre  | 15:00      | Por definir | Tigo Sports    |
| 'C.D. Audaz'          | 2 : 1      | C.D. Luis Ángel Firpo | Jiboa                    | 14 de octubre  | 15:00      | Por definir | No Transmitido |
| Jocoro F.C.           | 0 : 0      | A.D. Isidro Metapán   | Correcaminos             | 14 de octubre  | 15:30      | Por definir | No Transmitido |
| 'Santa Tecla F.C.'    | 2 : 1      | Alianza F.C.          | Estadio Las Delicias     | 1 de noviembre | 19:30      | Por definir | Canal 4        |
| Total de goles:       | 16 goles   | 16 goles              | 16 goles                 | 16 goles       | 16 goles   | 16 goles    | 16 goles       |

| Jornada 15            | Jornada 15 | Jornada 15            | Jornada 15             | Jornada 15    | Jornada 15 | Jornada 15  | Jornada 15     |
| Local                 | Resultado  | Visitante             | Estadio                | Fecha         | Hora       | Árbitro     | Directo TV     |
| --------------------- | ---------- | --------------------- | ---------------------- | ------------- | ---------- | ----------- | -------------- |
| Pasaquina F.C.        | 1 : 1      | C.D. Municipal Limeño | Marcelino Imbers       | 17 de octubre | 15:30      | Por definir | No Transmitido |
| A.D. Isidro Metapán   | 1 : 2      | 'C.D. Audaz'          | Jorge "Calero" Suárez  | 17 de octubre | 19:00      | Por definir | Tigo Sports    |
| 'Alianza F.C.'        | 2 : 1      | Jocoro F.C.           | Cuscatlán              | 17 de octubre | 19:15      | Por definir | Canal 4        |
| 'C.D. Águila'         | 1 : 0      | Santa Tecla F.C.      | Juan Francisco Barraza | 18 de octubre | 15:00      | Por definir | Canal 4        |
| A.D. Chalatenango     | 0 : 0      | C.D. FAS              | José Gregorio Martínez | 18 de octubre | 18:30      | Por definir | No Transmitido |
| C.D. Luis Ángel Firpo | 2 : 2      | Sonsonate F.C.        | Sergio Torres          | 18 de octubre | 19:00      | Por definir | Tigo Sports    |
| Total De Goles:       | 13 Goles   | 13 Goles              | 13 Goles               | 13 Goles      | 13 Goles   | 13 Goles    | 13 Goles       |

| Jornada 16            | Jornada 16 | Jornada 16            | Jornada 16               | Jornada 16    | Jornada 16 | Jornada 16  | Jornada 16     |
| Local                 | Resultado  | Visitante             | Estadio                  | Fecha         | Hora       | Árbitro     | Directo TV     |
| --------------------- | ---------- | --------------------- | ------------------------ | ------------- | ---------- | ----------- | -------------- |
| 'A.D. Isidro Metapán' | 2 : 0      | C.D. Luis Ángel Firpo | Jorge "Calero" Suárez    | 20 de octubre | 19:00      | Por definir | Tigo Sports    |
| C.D. Municipal Limeño | 2 : 2      | A.D. Chalatenango     | Dr. Ramón Flores Berrios | 21 de octubre | 15:00      | Por definir | No Transmitdo  |
| 'C.D. FAS'            | 1 : 0      | Sonsonate F.C.        | Cuscatlán                | 21 de octubre | 15:00      | Por definir | Tigo Sports    |
| C.D. Audaz            | 1 : 1      | Alianza F.C.          | Jiboa                    | 21 de octubre | 15:00      | Por definir | Canal 4        |
| Jocoro F.C.           | 0 : 0      | C.D. Águila           | Correcaminos             | 21 de octubre | 15:15      | Por definir | No Transmitido |
| Santa Tecla F.C.      | 2 : 2      | Pasaquina F.C.        | Las Delicias             | 21 de octubre | 16:00      | Por definir | No Transmitido |
| Total De Goles:       | 13 Goles   | 13 Goles              | 13 Goles                 | 13 Goles      | 13 Goles   | 13 Goles    | 13 Goles       |

| Jornada 17            | Jornada 17 | Jornada 17            | Jornada 17             | Jornada 17    | Jornada 17 | Jornada 17  | Jornada 17     |
| Local                 | Resultado  | Visitante             | Estadio                | Fecha         | Hora       | Árbitro     | Directo TV     |
| --------------------- | ---------- | --------------------- | ---------------------- | ------------- | ---------- | ----------- | -------------- |
| C.D. Águila           | 0 : 1      | 'C.D. Audaz'          | Juan Francisco Barraza | 27 de octubre | 15:15      | Por definir | Canal 4        |
| C.D. Luis Ángel Firpo | 0 : 1      | 'C.D. FAS'            | Sergio Torres          | 27 de octubre | 19:00      | Por definir | Tigo Sports    |
| A.D. Chalatenango     | 1 : 2      | 'Santa Tecla F.C.'    | José Gregorio Martínez | 27 de octubre | 19:30      | Por definir | No Transmitido |
| 'Sonsonate F.C.'      | 1 : 0      | C.D. Municipal Limeño | Ana Mercedes Campos    | 28 de octubre | 15:00      | Por definir | Tigo Sports    |
| Pasaquina F.C.        | 0 : 3      | 'Jocoro F.C.'         | Marcelino Imbers       | 28 de octubre | 15:00      | Por definir | No Transmitido |
| 'Alianza F.C.'        | 1 : 0      | A.D. Isidro Metapán   | Cuscatlán              | 28 de octubre | 15:15      | Por definir | Canal 4        |
| Total de goles:       | 10 goles   | 10 goles              | 10 goles               | 10 goles      | 10 goles   | 10 goles    | 10 goles       |

| Jornada 18              | Jornada 18 | Jornada 18            | Jornada 18               | Jornada 18     | Jornada 18 | Jornada 18      | Jornada 18     |
| Local                   | Resultado  | Visitante             | Estadio                  | Fecha          | Hora       | Árbitro         | Directo TV     |
| ----------------------- | ---------- | --------------------- | ------------------------ | -------------- | ---------- | --------------- | -------------- |
| Jocoro F.C.             | 1 : 3      | 'A.D. Chalatenango'   | Correcaminos             | 3 de noviembre | 15:00      | Herberth Reyes  | No Transmitido |
| 'A.D. Isidro Metapán'   | 5 : 1      | C.D. Águila           | Jorge "Calero" Suárez    | 3 de noviembre | 19:00      | Erick Bran      | Tigo Sports    |
| 'C.D. Municipal Limeño' | 1 : 0      | C.D. FAS              | Dr. Ramón Flores Berrios | 4 de noviembre | 15:00      | Elmer Mertinez  | Tigo Sports    |
| 'C.D. Audaz'            | 2 : 1      | Pasaquina F.C.        | Jiboa                    | 4 de noviembre | 15:00      | Marlon Mejia    | No Transmitido |
| 'Alianza F.C.'          | 1 : 0      | C.D. Luis Ángel Firpo | Cuscatlán                | 4 de noviembre | 15:15      | Germán Martínez | Canal 4        |
| 'Santa Tecla F.C.'      | 2 : 0      | Sonsonate F.C.        | Las Delicias             | 4 de noviembre | 16:00      | Vicente Ruiz    | No Transmitido |
| Total De Goles:         | 17 Goles   | 17 Goles              | 17 Goles                 | 17 Goles       | 17 Goles   | 17 Goles        | 17 Goles       |

| Jornada 19            | Jornada 19 | Jornada 19            | Jornada 19             | Jornada 19     | Jornada 19 | Jornada 19  | Jornada 19     |
| Local                 | Resultado  | Visitante             | Estadio                | Fecha          | Hora       | Árbitro     | Directo TV     |
| --------------------- | ---------- | --------------------- | ---------------------- | -------------- | ---------- | ----------- | -------------- |
| 'Pasaquina F.C.'      | 3 : 0      | A.D. Isidro Metapán   | Marcelino Imbers       | 7 de noviembre | 15:15      | Por definir | No Transmitido |
| Club Deportivo Águila | 1 : 2      | 'Alianza F.C.'        | Juan Francisco Barraza | 7 de noviembre | 15:15      | Por definir | Canal 4        |
| 'A.D. Chalatenango'   | 2 : 0      | C.D. Audaz            | José Gregorio Martínez | 7 de noviembre | 18:30      | Por definir | No Transmitido |
| Sonsonate F.C.        | 0 : 0      | Jocoro F.C.           | Ana Mercedes Campos    | 7 de noviembre | 19:00      | Por definir | No Transmitido |
| C.D. Luis Ángel Firpo | 1 : 1      | C.D. Municipal Limeño | Sergio Torres          | 7 de noviembre | 19:00      | Por definir | No Transmitido |
| 'C.D. FAS'            | 3 : 1      | Santa Tecla F.C.      | Cuscatlán              | 7 de noviembre | 19:00      | Por definir | Tigo Sports    |
| Total de goles:       | 14 goles   | 14 goles              | 14 goles               | 14 goles       | 14 goles   | 14 goles    | 14 goles       |

| Jornada 20            | Jornada 20 | Jornada 20            | Jornada 20             | Jornada 20      | Jornada 20 | Jornada 20     | Jornada 20     |
| Local                 | Resultado  | Visitante             | Estadio                | Fecha           | Hora       | Árbitro        | Directo TV     |
| --------------------- | ---------- | --------------------- | ---------------------- | --------------- | ---------- | -------------- | -------------- |
| 'C.D. Águila'         | 3 : 0      | C.D. Luis Ángel Firpo | Juan Francisco Barraza | 10 de noviembre | 15:15      | Héctor Salazar | Canal 4        |
| 'A.D. Isidro Metapán' | 3 : 1      | A.D. Chalatenango     | Jorge "Calero" Suárez  | 10 de noviembre | 19:00      | Joel Aguilar   | Tigo Sports    |
| Jocoro F.C.           | 1 : 1      | C.D. FAS              | Correcaminos           | 11 de noviembre | 15:00      | Marlon Mejia   | No Transmitido |
| C.D. Audaz            | 0 : 0      | Sonsonate F.C.        | Jiboa                  | 11 de noviembre | 15:15      | Rodolfo Toruño | No Transmitido |
| 'Alianza F.C.'        | 4 : 1      | Pasaquina F.C.        | Cuscatlán              | 11 de noviembre | 15:15      | Elmer Martínez | Canal 4        |
| Santa Tecla F.C.      | 1 : 1      | C.D. Municipal Limeño | Las Delicias           | 11 de noviembre | 16:00      | Roberto Romero | Tigo Sports    |
| Total de goles:       | 16 goles   | 16 goles              | 16 goles               | 16 goles        | 16 goles   | 16 goles       | 16 goles       |

| Jornada 21            | Jornada 21 | Jornada 21            | Jornada 21               | Jornada 21      | Jornada 21 | Jornada 21        | Jornada 21     |
| Local                 | Resultado  | Visitante             | Estadio                  | Fecha           | Hora       | Árbitro           | Directo TV     |
| --------------------- | ---------- | --------------------- | ------------------------ | --------------- | ---------- | ----------------- | -------------- |
| C.D. Municipal Limeño | 2 : 2      | Jocoro F.C.           | Dr. Ramón Flores Berrios | 18 de noviembre | 15:00      | Juan Quinteros    | Tigo Sports    |
| C.D. FAS              | 0 : 1      | 'C.D. Audaz'          | Cuscatlán                | 22 de noviembre | 15:00      | Joel Aguilar      | Canal 4        |
| Pasaquina F.C.        | 2 : 2      | C.D. Águila           | Marcelino Imbers         | 22 de noviembre | 15:00      | Filberto Martínez | No Transmitido |
| A.D. Chalatenango     | 0 : 1      | 'Alianza F.C.'        | José Gregorio Martínez   | 22 de noviembre | 19:00      | Giovanni Corona   | No Transmitido |
| Sonsonate F.C.        | 0 : 1      | 'A.D. Isidro Metapán' | Ana Mercedes Campos      | 22 de noviembre | 19:00      | Jaime Herrera     | No Transmitido |
| 'Santa Tecla F.C.'    | 3 : 0      | C.D.Luis Ángel Firpo  | Las Delicias             | 22 de noviembre | 19:15      | Herberth Reyes    | Tigo Sports    |
| Total de goles:       | 14 goles   | 14 goles              | 14 goles                 | 14 goles        | 14 goles   | 14 goles          | 14 goles       |

| Jornada 22              | Jornada 22 | Jornada 22            | Jornada 22             | Jornada 22      | Jornada 22 | Jornada 22      | Jornada 22     |
| Local                   | Resultado  | Visitante             | Estadio                | Fecha           | Hora       | Árbitro         | Directo TV     |
| ----------------------- | ---------- | --------------------- | ---------------------- | --------------- | ---------- | --------------- | -------------- |
| A.D. Isidro Metapán     | 0 : 0      | C.D. FAS              | Jorge "Calero" Suárez  | 25 de noviembre | 15:00      | Elmer Martínez  | Tigo Sports    |
| 'C.D. Luis Ángel Firpo' | 2 : 1      | Pasaquina F.C.        | Sergio Torres          | 25 de noviembre | 15:00      | Iván Barton     | No Transmitido |
| C.D. Audaz              | 1 : 1      | C.D. Municipal Limeño | Jiboa                  | 25 de noviembre | 15:00      | Ismael Cornejo  | No Transmitido |
| Jocoro F.C.             | 1 : 1      | Santa Tecla F.C.      | Correcaminos           | 25 de noviembre | 15:00      | Jaime Carpio    | No Transmitido |
| 'C.D. Águila'           | 1 : 0      | A.D. Chalatenango     | Juan Francisco Barraza | 25 de noviembre | 15:00      | Germán Martínez | Canal 4        |
| 'Alianza F.C.'          | 1 : 0      | Sonsonate F.C.        | Las Delicias           | 25 de noviembre | 15:00      | Roberto Romero  | No transmitido |
| Total de goles:         | 9 goles    | 9 goles               | 9 goles                | 9 goles         | 9 goles    | 9 goles         | 9 goles        |

## Fase final

### Eliminatorias
|  | Cuartos de final                                       | Cuartos de final                                       | Cuartos de final                                       | Cuartos de final                                       | Cuartos de final                                       |   |     | Semifinales                                          | Semifinales                                          | Semifinales                                          | Semifinales                                          | Semifinales                                          |  |     | Final           | Final           | Final           |  |
|  | 28 y 29 de noviembre (ida) 1 y 2 de diciembre (vuelta) | 28 y 29 de noviembre (ida) 1 y 2 de diciembre (vuelta) | 28 y 29 de noviembre (ida) 1 y 2 de diciembre (vuelta) | 28 y 29 de noviembre (ida) 1 y 2 de diciembre (vuelta) | 28 y 29 de noviembre (ida) 1 y 2 de diciembre (vuelta) |   |     | 5 y 6 de diciembre (ida) 8 y 9 de diciembre (vuelta) | 5 y 6 de diciembre (ida) 8 y 9 de diciembre (vuelta) | 5 y 6 de diciembre (ida) 8 y 9 de diciembre (vuelta) | 5 y 6 de diciembre (ida) 8 y 9 de diciembre (vuelta) | 5 y 6 de diciembre (ida) 8 y 9 de diciembre (vuelta) |  |     | 16 de diciembre | 16 de diciembre | 16 de diciembre |  |
|  |                                                        |                                                        |                                                        |                                                        |                                                        |   |     |                                                      |                                                      |                                                      |                                                      |                                                      |  |     |                 |                 |                 |  |
|  |                                                        |                                                        |                                                        |                                                        |                                                        |   |     |                                                      |                                                      |                                                      |                                                      |                                                      |  |     |                 |                 |                 |  |
|  | 1.°                                                    | Alianza                                                | 0                                                      | 7                                                      | 7                                                      |   |     |                                                      |                                                      |                                                      |                                                      |                                                      |  |     |                 |                 |                 |  |
|  | 1.°                                                    | Alianza                                                | 0                                                      | 7                                                      | 7                                                      |   |     |                                                      |                                                      |                                                      |                                                      |                                                      |  |     |                 |                 |                 |  |
|  | 8.°                                                    | Chalatenango                                           | 0                                                      | 0                                                      | 0                                                      |   |     |                                                      |                                                      |                                                      |                                                      |                                                      |  |     |                 |                 |                 |  |
|  | 8.°                                                    | Chalatenango                                           | 0                                                      | 0                                                      | 0                                                      |   | 1.° | Alianza                                              | 0                                                    | 2                                                    | 2                                                    |                                                      |  |     |                 |                 |                 |  |
|  |                                                        |                                                        |                                                        |                                                        |                                                        |   | 1.° | Alianza                                              | 0                                                    | 2                                                    | 2                                                    |                                                      |  |     |                 |                 |                 |  |
|  |                                                        |                                                        | 4.°                                                    | FAS                                                    | 0                                                      | 2 | 2   |                                                      |                                                      |                                                      |                                                      |                                                      |  |     |                 |                 |                 |  |
|  | 4.°                                                    | FAS                                                    | 4.°                                                    | FAS                                                    | 0                                                      | 2 | 2   | 0                                                    | 2                                                    | 2                                                    |                                                      |                                                      |  |     |                 |                 |                 |  |
|  | 4.°                                                    | FAS                                                    |                                                        |                                                        |                                                        |   |     |                                                      |                                                      | 2                                                    |                                                      |                                                      |  |     |                 |                 |                 |  |
|  | 5.°                                                    | Isidro Metapán                                         | 0                                                      | 0                                                      | 0                                                      |   |     |                                                      |                                                      |                                                      |                                                      |                                                      |  |     |                 |                 |                 |  |
|  | 5.°                                                    | Isidro Metapán                                         | 0                                                      | 0                                                      | 0                                                      |   |     |                                                      |                                                      |                                                      |                                                      |                                                      |  | 1.° | Alianza         | 1               |                 |  |
|  |                                                        |                                                        |                                                        |                                                        |                                                        |   |     |                                                      |                                                      |                                                      |                                                      |                                                      |  | 1.° | Alianza         | 1               |                 |  |
|  |                                                        |                                                        | 2.°                                                    | Santa Tecla                                            | 2                                                      |   |     |                                                      |                                                      |                                                      |                                                      |                                                      |  |     |                 |                 |                 |  |
|  | 2.°                                                    | Santa Tecla                                            | 2.°                                                    | Santa Tecla                                            | 2                                                      | 1 | 2   | 3                                                    |                                                      |                                                      |                                                      |                                                      |  |     |                 |                 |                 |  |
|  | 2.°                                                    | Santa Tecla                                            |                                                        |                                                        |                                                        |   |     |                                                      |                                                      |                                                      |                                                      |                                                      |  |     |                 |                 |                 |  |
|  | 7.°                                                    | Municipal Limeño                                       | 0                                                      | 2                                                      | 2                                                      |   |     |                                                      |                                                      |                                                      |                                                      |                                                      |  |     |                 |                 |                 |  |
|  | 7.°                                                    | Municipal Limeño                                       | 0                                                      | 2                                                      | 2                                                      |   | 2.° | Santa Tecla                                          | 3                                                    | 2                                                    | 5                                                    |                                                      |  |     |                 |                 |                 |  |
|  |                                                        |                                                        |                                                        |                                                        |                                                        |   | 2.° | Santa Tecla                                          | 3                                                    | 2                                                    | 5                                                    |                                                      |  |     |                 |                 |                 |  |
|  |                                                        |                                                        | 3.°                                                    | Águila                                                 | 2                                                      | 0 | 2   |                                                      |                                                      |                                                      |                                                      |                                                      |  |     |                 |                 |                 |  |
|  | 3.°                                                    | Águila                                                 | 3.°                                                    | Águila                                                 | 2                                                      | 0 | 2   | 2                                                    | 2                                                    | 4                                                    |                                                      |                                                      |  |     |                 |                 |                 |  |
|  | 3.°                                                    | Águila                                                 |                                                        |                                                        |                                                        |   |     |                                                      |                                                      | 4                                                    |                                                      |                                                      |  |     |                 |                 |                 |  |
|  | 6.°                                                    | Audaz                                                  | 2                                                      | 1                                                      | 3                                                      |   |     |                                                      |                                                      |                                                      |                                                      |                                                      |  |     |                 |                 |                 |  |
|  | 6.°                                                    | Audaz                                                  | 2                                                      | 1                                                      | 3                                                      |   |     |                                                      |                                                      |                                                      |                                                      |                                                      |  |     |                 |                 |                 |  |
|  |                                                        |                                                        |                                                        |                                                        |                                                        |   |     |                                                      |                                                      |                                                      |                                                      |                                                      |  |     |                 |                 |                 |  |

### Cuartos de final

#### Alianza vs Chalatenango
| 20 de noviembre de 2018, 19:00 | Chalatenango | 0 : 0   | Alianza | Estadio José Gregorio Martínez, Chalatenango, Chalatenango |                          |
|                                |              | Reporte |         | Árbitro(s): Joel Aguilar                                   | Árbitro(s): Joel Aguilar |

| 2 de diciembre de 2018, 15:15 | Alianza                                                                          | 7 - 0 (Global 7 - 0) | Chalatenango | Estadio Cuscatlán, San Salvador, San Salvador |                            |
|                               | J.C. Portillo 10' · B. Díaz 14' · N. Orellana 69' · R. Zelaya 71', 85', 87', 90' | Reporte              |              | Árbitro(s): Ismael Cornejo                    | Árbitro(s): Ismael Cornejo |

#### FAS vs Isidro Metapán
| 28 de noviembre de 2018, 19:45 | Isidro Metapán | 0 - 0   | FAS | Estadio Jorge Calero Suárez, Metapán, Santa Ana |                           |
|                                |                | Reporte |     | Árbitro(s): Edgar Ramírez                       | Árbitro(s): Edgar Ramírez |

| 2 de diciembre de 2018, 15:00 | FAS                             | 2 - 0 (Global 2 - 0) | A.D Isidro Metapán | Estadio Arturo Simeón Magaña, Ahuachapán, Ahuachapán |                             |
|                               | D. Rugamas 14' · D. Corea 45+2' | Reporte              |                    | Árbitro(s): Germán Martínez                          | Árbitro(s): Germán Martínez |

#### Santa Tecla vs Municipal Limeño
| 28 de noviembre de 2018, 14:30 | Municipal Limeño | 0 - 1   | Santa Tecla    | Estadio Ramón Flores Berríos, Santa Rosa De Lima, La Unión |                           |
|                                |                  | Reporte | 12' Ricardinho | Árbitro(s): Jaime Herrera                                  | Árbitro(s): Jaime Herrera |

| 1 de diciembre de 2018, 19:00 | Santa Tecla                    | 2 - 2 (Global 3 - 2) | Municipal Limeño                | Estadio Las Delicias, Santa Tecla, La Libertad |                          |
|                               | Ricardinho 33' · W. Torres 86' | Reporte              | 49' C. Zúñiga · 90+1' C. Galeas | Árbitro(s): Jaime Carpio                       | Árbitro(s): Jaime Carpio |

#### Águila vs Audaz
| 28 de noviembre de 2018, 15:30 | Audaz                            | 2 - 2   | Águila                            | Estadio Jiboa, San Vicente, San Vicente |                          |
|                                | J. Verges 54' · R. Rodríguez 63' | Reporte | 66' E. Rodríguez · 81' H. Caicedo | Árbitro(s): Marlon Mejia                | Árbitro(s): Marlon Mejia |

| 1 de diciembre de 2018, 15:15 | Águila                      | 2 - 1 (Global 4 - 3) | Audaz            | Estadio Juan Francisco Barraza, San Miguel, San Miguel |                            |
|                               | D. Coca 8' · R. Guevara 50' | Reporte              | 44' E. Rodríguez | Árbitro(s): Héctor Salazar                             | Árbitro(s): Héctor Salazar |

### Semifinales

#### Alianza vs FAS
| 6 de diciembre de 2018, 19:30 | FAS | 0 - 0   | Alianza | Estadio Cuscatlán, San Salvador, San Salvador |                          |
|                               |     | Reporte |         | Árbitro(s): Marlon Mejia                      | Árbitro(s): Marlon Mejia |

| 8 de diciembre de 2018, 19:30                                        | Alianza            | 2 - 2 (Global 2 - 2) | FAS                                  | Estadio Cuscatlán, San Salvador, San Salvador |                           |
|                                                                      | J. Peña 83', 90+3' | Reporte              | 24' V. Montaño · 69' (pen.) D. Corea | Árbitro(s): Jaime Herrera                     | Árbitro(s): Jaime Herrera |
| Alianza clasifica a la final debido a su mejor posición en la tabla. |                    |                      |                                      |                                               |                           |

#### Santa Tecla vs Águila
| 5 de diciembre de 2018, 15:15 | Águila                                | 2 - 3   | Santa Tecla                                       | Estadio Juan Francisco Barraza, San Miguel, San Miguel |                          |
|                               | Y. Quiñónez 4' (a.g.) - D. Díaz 90+1' | Reporte | 54' Y. Quiñónez · 64' Ricardinho 87' J. Henríquez | Árbitro(s): Joel Aguilar                               | Árbitro(s): Joel Aguilar |

| 9 de diciembre, 16:30 | Santa Tecla                     | 2 - 0 (Global 5 - 2) | Águila | Estadio Las Delicias, Santa Tecla, La Libertad |                             |
|                       | J. Barahona 36' · R. Rivera 62' | Reporte              |        | Árbitro(s): Germán Martínez                    | Árbitro(s): Germán Martínez |

#### Final
| 16 de diciembre, 19:30 | Alianza       | 1 - 2   | Santa Tecla        | Estadio Cuscatlán, San Salvador, San Salvador |                          |
|                        | R. Zelaya 69' | Reporte | 51', 89' W. Torres | Árbitro(s): Joel Aguilar                      | Árbitro(s): Joel Aguilar |

|                                |
| Campeón Santa Tecla 4.° título |

## Estadísticas
- Primer Gol del torneo: Waldemar Acosta en el juego Águila 4 - 0 Sonsonate (28 de julio).
- Último Gol del torneo: Wilma Torres de Santa Tecla. vs Alianza en el minuto 89 en la final (16 de diciembre)
- Gol más rápido en un partido:
  -  Bladimir Díaz de Alianza vs Chalatenango tardo solo 2 minutos (17 de septiembre).
- Gol más tardío en un partido:
  -  Juan Barahona de Santa Tecla vs Audaz tardó 90 minutos (28 de julio).
- Primer tiro penal del torneo:
  -  Ricardinho de Santa Tecla vs Audaz tardó 35 minutos (28 de julio)
- Ultimo tiro penal del torneo:
  -  Rodolfo Zelaya de Alianza vs Santa Tecla en el minuto 69 (16 de diciembre)
- Mayor goleada en el torneo:
  - Alianza 7 - 0 Chalatenango (Cuartos de final - vuelta) (2 de diciembre)

## Goleadores
| Posición | Jugador           | Equipo           | Total |
| -------- | ----------------- | ---------------- | ----- |
| 1.°      | Rodolfo Zelaya    | 'Alianza'        | 14    |
| 2.°      | Waldemar Acosta   | Águila           | 13    |
| 3.°      | Ramiro Iván Rocca | Chalatenango     | 11    |
| 4.°      | Clayvin Zúñiga    | Municipal Limeño | 10    |
| 5°       | Jeison Quiñónez   | Pasaquina        | 8     |